# Голубовское (Юрьевский район)
Голубовское (укр. Голубівське) — село,
Преображенский сельский совет,
Юрьевский район,
Днепропетровская область,
Украина.
Код КОАТУУ — 1225986305. Население по переписи 2001 года составляло 11 человек.

## Географическое положение
Село Голубовское примыкает к селу Белозёрское, на расстоянии в 1,5 км находится село Первомайское.
По селу протекает пересыхающий ручей с запрудой.

## Происхождение названия
На территории Украины 2 населённых пункта с названием Голубовское.